# 渣華士街
渣華士街是加拿大安大略省多倫多市中心的一條南北向大道，穿過該市一些歷史久遠的發達地區。它的路線由南部的皇后碼頭東延伸至北部的布魯亞街。前街（Front Street）以南的路段被稱為下渣華士街，而從布魯亞街到快樂山道（Mount Pleasant Road）的路段則被稱為羅渣士徑。
這條街是可追溯到1800年代的舊建築的混合體，包括聖羅倫斯市場，並且有很大一部分最近的柏文大廈。這條街道被交通工程師認為是在工作時間之前和之後承載通勤交通的重要動脈。 為此，在20世紀中葉沿其大部分長度建造了一條可逆車道以分配車道。此外，快樂山道（Mount Pleasant Road）向南延伸至渣華士街，並建造了通往賈丁納快速公路（Gardiner Expressway）的路口。 多倫多市政府在2000年代初期開始重建街道，拓寬人行道，設置單車徑並拆除可逆車道。不到兩年後，隨後的市政府將自行車道移至附近的雪邦街（Sherbourne Street），並恢復了可逆車道。

## 羅渣士徑
羅渣士徑是加拿大安大略省多倫多市中心的一條南北向道路。它位於渣華士街的北部。
2009年12月2日，渣華士街的北部（由查理斯街［Charles Street］到布魯亞街）更名為羅渣士徑，以紀念愛德華·森姆·羅渣士。

## 描述
渣華士街由皇后碼頭東（Queens Quay East）開始，是一條四車道的雙向主幹道。它的腳下是Jarvis Slip，用於將甘蔗運送到Redpath Sugar Refinery和Corus Quay所在地的貨輪。前街以北的路段被稱為下渣華士街（Lower Jarvis Street）。街道編號從前街重新開始，向北增加。前街夾渣華士街的路口是西側的聖羅倫斯市場（St. Lawrence Market）。這個地方自1803年以來一直有一個市場。這條街繼續向北作為一條四車道雙向街道到列治文街，在那裡它轉為一條五車道街道，其中一條中心車道根據一天中的時間向北或向南運送交通。
前街以北，西側是位於皇帝街的聖羅倫斯市場北（St. Lawrence Market North）和聖羅倫斯大堂（St. Lawrence Hall），而東側是一些歷史悠久的三層建築和最近的填充開發。 西側皇帝街以北是聖占士公園，毗鄰聖占士大教堂，而東側則是歷史較久的三層磚砌建築。東側的皇后街以北是摩士公園軍械庫（Moss Park Armoury）。 西側是救世軍多倫多港燈旅館和使命。這兩座建築都佔用了從皇后街到修打街（Shuter Street）的大部分街區。
從修打街（Shuter Street）以北到芝蘭街，這條街大部分都經過重新開發，有幾座中高層住宅樓，以及最近建成的在登打士街（Dundas Street）的公寓樓。 穿插的是文物建築，包括排屋和三層商業建築。希爾頓花園酒店（Hilton Garden Inn）、嘉蘭酒店（Grand Hotel，前為皇家加拿大騎警多倫多總部）以及位於渣華士街222號的前Sears加拿大辦公大廈都位於此地段。在東側，保留了一些可追溯到維多利亞時代的豪宅。東側是位於渣華士街333號的安大略省法院大樓，西側是幾座中層公寓樓。
芝蘭街以北，渣華士街浸信會教堂仍然在東北角，而從芝蘭街到卡爾頓街（Carlton Street）的大部分東側是Allan Gardens公園。沿著西側，20世紀的公寓樓佔據了大部分街區，還有一座位於渣華士街362號的舊豪宅已被改作辦公大樓。卡爾頓街北部是更多20世紀的公寓樓。卡爾頓街以北的西側仍然存在一段維多利亞時代的聯排別墅，而東側則被更多的住宅公寓大樓佔據。
在西側的渣華士街354號是夏華加女書院（Havergal Ladies' College）的前校舍，其歷史可追溯至1898年，後來成為加拿大廣播公司的演播室大樓（1945-1996），現在是加拿大國家芭蕾舞學校（National Ballet School of Canada）的瑪嘉烈·麥堅學術大樓（Margaret McCain Academic Building）。位於渣華士街372號的佐治時代建築風格房屋於1856年為Oliver Mowat（1820-1903）建造，他後來擔任安大略省省長（1872-1896）和安大略省省督（1897-1903）。 該建築現在是國家芭蕾舞學校校園的一部分，在那裡它被稱為Lozinski House，並用作行政辦公室。
位於渣華士街404號的是Betty Oliphant劇院，它由街道西側的幾座舊豪宅改造，而東側的幾座舊聯排別墅已被改造成商業用途。美特蘭街（Maitland Street）以北的東側是渣華士書院（Jarvis Collegiate Institute），佔據了美特蘭街至韋斯里街（Wellesley Street）的大部分街區。韋斯里街北部保留了幾座舊宅邸，這些宅邸已被改作食肆或商業用途。該地區的大部分地區已經完全重新開發為住宅公寓。
在伊莎貝拉街（Isabella Street）以北的路段，渣華士街是一條六車道的主幹道。它與布魯亞街以南的四車道主幹道快樂山道相交。快樂山道繼續向北行駛，經過布魯亞街下方。渣華士街沿街大多是高層塔樓，包括羅渣士通訊集團的總部。在快樂山道以北，渣華士街再次成為一條四車道的主幹道，並在布魯亞街結束，最後一段以羅渣士通訊集團創始人的名字命名為「羅渣士徑」（Ted Rogers Way）。

## 歷史

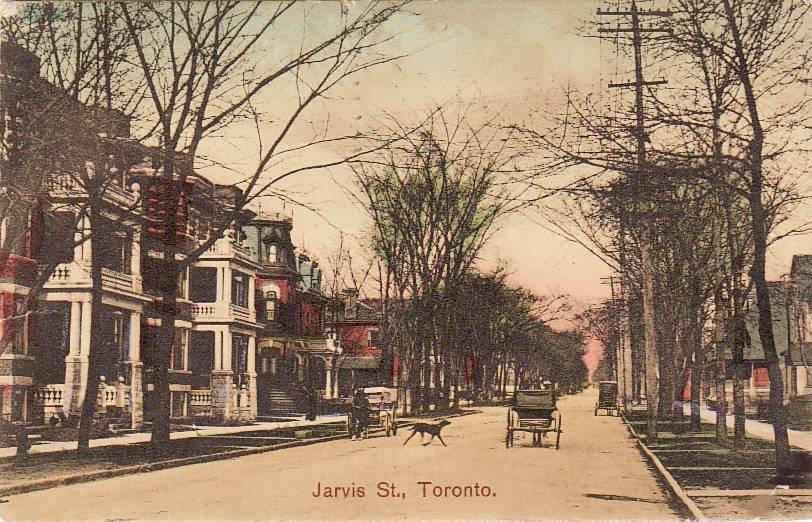
渣華士街，1909 年

這條街的原始路段從南面的前街到羅得街（Lot Street，即今皇后街）。它最初被稱為新街（New Street），是約克第一次擴建中第一條新的南北街道。它後來更名為「奶路臣街」（Nelson Street），在1849年多倫多大火期間即為此名。這條街是在約克的第一次擴建中鋪設的，東側是原城鎮地點，西側是新的公共市場（聖羅倫斯市場［St. Lawrence Market］）的所在地。該鎮的商業核心位於皇帝街夾奶路臣街，以西南角的公共市場為中心。第一個大會堂位於皇帝街夾奶路臣街，然後於1845年向南移動到前街夾奶路臣街。1849年火災後，原大會堂建築被用作聖羅倫斯大堂（St. Lawrence Hall），公共市場則移至大堂與大會堂之間。
羅得街（Lot Street）以北的路段，最初僅延伸至北部的韋斯里街（Wellesley Street），是在1845年出售森姆·渣華士（Samuel Jarvis，渣華士街名稱來源）莊園Hazel Burn及周邊土地而創建的，後來被開發為富人住宅區。渣華士街上及附近的主要地標包括渣華士書院、懷雅遜大學、羅渣士大廈、艾倫花園、渣華士街222號、印度尼西亞總領事館。自19世紀末以來，大部分較富裕的人口向北遷移至玫瑰谷（Rosedale）社區。
前街以南的路段是在1850年代和1860年代建造The Esplanade和鐵路通行權後首次鋪設的，將海岸線向南延伸。1884 年之前，這條街的全長被命名為渣華士街。
2009年10月，多倫多市議會投票贊成將渣華士街的最後一個街區由查理斯街（Charles Street）改為布魯亞街（Bloor Street），並與羅渣士大廈的渣華士街777號部分的羅渣士徑（Ted Rogers Way）並排。
2010年，Sugar Beach在下渣華士街（Lower Jarvis Street）和皇后碼頭（Queens Quay）的腳下開業。這個城市海濱公園設有一個內陸人造海灘，第二個位於多倫多。

### 單車徑

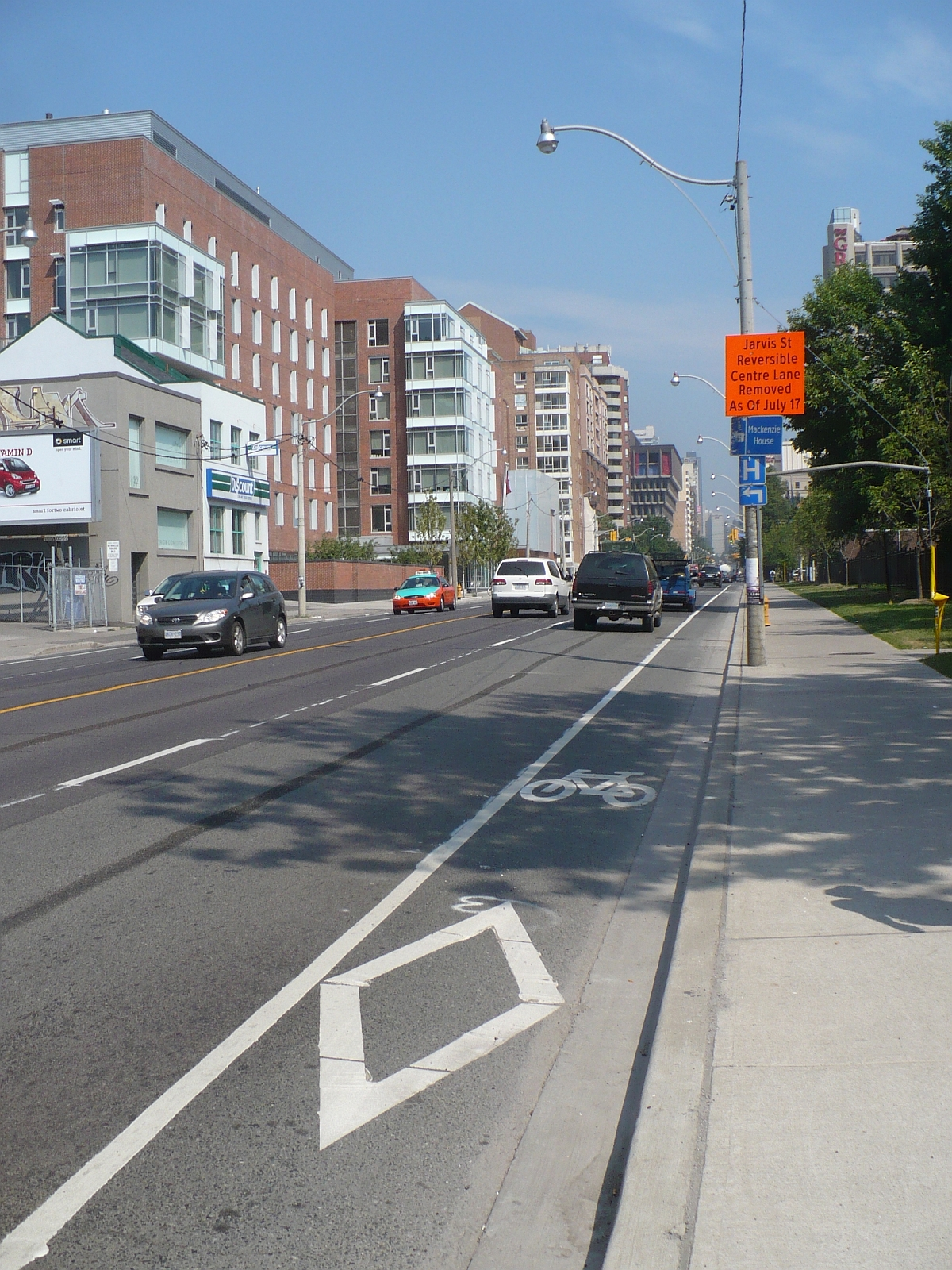
新的單車徑于2010年設置，于2012年被取消

2009年5月25日，多倫多市議會以28票對16票投票通過拓寬人行道、植樹、安裝遺產牌匾及設立單車徑來拆除可逆的中心通勤車道並改善街景。
2011 年，在新市長羅拔·福特當選後，新的議會投票決定移除單車徑並恢復以前的配置。市議會選擇將新單車徑設立於平行的雪邦街沿路。
2012年11月17日，在取消單車徑後，可逆的中心車道重新開放。

## 外部連結
维基共享资源上的相關多媒體資源：渣華士街